# Вениамин (Нистор)
Епи́скоп Вениами́н (рум. Episcopul Veniamin, в миру Вирджил Нистор, рум. Virgil Nistor; 10 февраля 1886 — 5 февраля 1963) — епископ Румынской православной церкви, епископ Карансебешский (1941—1949).

## Биография
Родился 10 февраля 1886 годы в Арпэтаке (ныне Арачи, жудец Ковасна, Румыния).
В 1906 году окончил румынский православный лицей им. Андрея Шагуны в Брашове. В 1906—1909 годы обучался после чего обучался на Богословском институте им. Андрея Шагуны в Сибиу. После этого обучался литературно-философском и богословском факультетах Бухарестского университета, но не окончил обучение.
Был два года практикующий канцлер Сибиуской архиепископии, духовный год на богословской семинарии «Nifon» в Бухаресте.
В 1913 году стал целибатным священником. Четыре года служил военным священником со званием капитана Австро-Венгерской армии в годы Первой мировой войны.
В 1919 году был главой службы в департаменте культов в Правящем Совете.
1 декабря 1918 года он был депутатом Великого Национального Собрания Алба-Юлии, представительного законодательного органа «всех румын Трансильвании, Баната и венгерской страны», который принял постановление об объединении Трансильвании с Румынией.
В 1920—1922 годы был секретарём новоучреждённой румынской православной Клужской епископии.
С 1 мая 1922 по 24 августа 1941 года служил секретарём, а затем советником румынской православной Сибиуской архиепископии. В 1926 году был возведён в сан протопопа (протоиерея).
7 апреля 1940 года в Монастыре Кэлдэрушани был пострижен в монашество с наречением имени Вениамин и в тот же день был возведён в сан архимандрита.
3 июня 1941 был избран епископом Карансебешским. 8 июня состоялась его епископская хиротония, 14 июня того же года пришёл инвеституру. 24 августа 1941 года состоялась его интронизация.
Был членом епархиальной ассамблеи и национального церковного Конгресса Трансильванской митрополии, различных ассоциаций и культурных церковных учреждений. Был автором статей в различных журналах и газетах и написал несколько книг и брошюр о церковной жизни.
5 февраля 1949 года Карансебешская епархия по требованию властей была упразднена, а епископ Вениамин вышел на покой, после чего до смерти служил настоятелем монастыря Святой Троицы при Соборе воссоединения в Алба-Юлии.
Скончался 5 февраля 1963 года в Алба-Юлии. Он похоронен в монастыре Святого Иоанна Крестителя в Алба-Юлии.